# Идише шрифтн
«Идише шрифтн» (идиш יידישע שריפטן‎ — еврейские тексты, пол. Jidisze Szriftn / Pisma Żydowskie) — литературный журнал еврейского меньшинства в Польше, издавался на идише в Лодзи и Варшаве с 1946 по 1968 год.
Журнал был основан в Лодзи в ноябре 1946 года как ежегодник Союза еврейских писателей и журналистов в Польше (идиш פארריין פון יידישע ליטעראטן און זשואנאליסטן אין פוילן, польск. Farajn fun jidisze literatn un żurnalistn in Pojln / Związek Literatów i Dziennikarzy Żydowskich w Polsce). После 1948 года издателем журнала стало Издательство «Идиш Бух» (идиш ייִדיש בוך — врейская книга, польск. Idisz Buch или Jidysz-Buch) в Варшаве. Редакция переехала в Варшаву и журнал выходил ежемесячно как печатный орган Центральной еврейской исторической комиссии и Общественно-культурного общества евреев в Польше. В сентябре 1968 года выпуск журнала был прекращён. 
Членами редакции были в частности: Давид Сфард, Израель Ашендорф, Хаим Граде, Лейб Олицкий. 
С журналом сотрудничали видные еврейские писатели, также с СССР, в частности: Моисей Альтман, Фроим Ройтман, Меер Харац.